# Alba-la-Romaine
Alba-la-Romaine é uma comuna francesa na região administrativa de Auvérnia-Ródano-Alpes, no departamento de Ardèche. Estende-se por uma área de 30,5 km².
Pertence à rede das As mais belas aldeias de França.